# Ahmad Madania
Ahmad Madania (arabe : أحمد مدنية), né le 1er janvier 1990 à Lattaquié en Syrie, est un footballeur international syrien, qui évolue au poste de gardien de but avec le club d'Al-Jaish.

## Biographie

### En sélection
Il joue son premier match en équipe de Syrie le 27 août 2016, en amical contre le Tadjikistan (score : 0-0). Il enregistre sa première victoire le 9 novembre 2016, en amical contre Singapour (score : 2-0).
En janvier 2019, il est retenu par le sélectionneur Bernd Stange afin de participer à la Coupe d'Asie des nations organisée aux Émirats arabes unis, où il officie comme gardien remplaçant.